# Oscar Temaru
Oscar Manutahi Temaru (Faaa, Tahití, Illes de la Societat, 1944) és un polític de la Polinèsia Francesa. Nascut en una família humil, de pare tahitià i mare originària de les illes Cook, s'enrola el 1960 a la marina francesa i va lluitar a Algèria durant la seva guerra d'independència. A la seva tornada a Tahití en 1972 comença a treballar en el servei de duanes.
El 20 d'abril de 1977, influït per Jean-Marie Tjibaou, futur fundador del FLNKS, crea el Front d'Alliberament de Polinèsia (Tāvini Huira'atira nō te Ao Mā'ohi, Servir el poble del país ma'ohi), partit polític independentista. Elegit alcalde de Faaa el 1983, es convertirà en el més important crític a la gestió de Gaston Flosse al capdavant del govern autònom de la Polinèsia Francesa. A les eleccions legislatives de Polinèsia Francesa de 1986 el seu partit va obtenir dos escons, que augmentaren a 4 el 1991, 11 el 1996 i 13 el 2001.
El 1995 va encapçalar les manifestacions contràries als assajos nuclears francesos a Mururoa. Després de diversos intents, es va convertir en president del govern autònom després de les eleccions legislatives de Polinèsia Francesa de 2004, però el mandat només va durar uns mesos i es va veure envoltat d'una gran inestabilitat política en aquesta col·lectivitat d'ultramar francesa. Una moció de censura propiciada pel transfuguisme d'un membre del seu partit cap a l'oposició, provoca la volta al poder del seu adversari, Gaston Flosse, l'octubre de 2004, amb el suport entusiasta del govern de la metròpoli que havia menystingut ostensiblement Temaru durant els seus mesos al capdavant de l'administració autònoma polinèsia.
Dut l'assumpte als tribunals, aquests van anul·lar els resultats en la circumscripció electoral d'Illes del Vent. Les noves eleccions allí celebrades el 13 de febrer de 2005 un triomf més ampli als partidaris de Temaru, el que el va dur de nou a la presidència de la Polinèsia Francesa el 3 de març de 2005. Una moció de censura afavorida per l'oposició i aprovada per l'Assemblea, va provocar que fos substituït per Gaston Tong Sang al capdavant del govern autònom a la fi de 2006. El setembre de 2007 fou elegit novament president de Polinèsia Francesa, però el 23 de febrer de 2008 fou desplaçat novament per Gaston Flosse, però fou elegit president de l'Assemblea de la Polinèsia Francesa, càrrec que va ocupar fins a l'11 de febrer de 2009, quan fou escollit novament president de Polinèsia, però va perdre el càrrec novament després d'una moció de censura el 24 de setembre de 2009.